# Camponotus etiolatus
Camponotus etiolatus é uma espécie de inseto do gênero Camponotus, pertencente à família Formicidae.